# Nannizzia incurvata
Nannizzia incurvata Stockdale – gatunek dermatofitycznego grzyba zaliczany do rzędu Onygenales. Wywołuje u ludzi i zwierząt grzybicę skóry owłosionej głowy.

## Systematyka i nazewnictwo
Pozycja w klasyfikacji według Index Fungorum: Microsporium, Arthrodermataceae, Onygenales, Eurotiomycetidae, Eurotiomycetes, Pezizomycotina, Ascomycota, Fungi.
Po raz pierwszy opisała go w 1961 roku Phyllis Margaret Stockdale u ludzi. Jego nazwą uczciła mykologa Arturo Nannizziego (1877–1961). Synonimy nazwy naukowej:
- Arthroderma incurvatum (Stockdale) Weitzman, McGinnis, A.A. Padhye & Ajello 1986
- Microsporum incurvatum (Stockdale) P.L. Sun & Y.M. Ju 2014
- Nannizzia gypsea var. incurvata (Stockdale) Apinis 1964

## Morfologia
Kleistotecja o średnicy 350–650 (–900) µm (bez przyczepek), kuliste, jasnożółte, złożone z masy worków otoczonych przez perydium zbudowane ze splecionych strzępek. Strzępki perydium jasnożółte, szkliste, septowane z cienkimi, gęsto brodawkowatymi ścianami i rozgałęzieniami. Jest do 5 odgałęzień wyrastających kolejno na wierzchołku tej samej komórki i wyginających się w kierunku swojej głównej osi z dala od klejstotecjum. Wewnętrzne komórki strzępek perydium nieprzewężone, 25–40 × 5–8 µm (–11 µm szerokości na wierzchołku); zewnętrzne komórki z 1–3 symetrycznymi przewężeniami, 10–25 × 4,5–8 µm. Z perydium wyrastają proste, smukłe, gładkościenne, septowane przyczepki dwóch typów: o długości do 300 µm, zwężające się od szerokości 3–4,5 µm do 1,5–2 µm oraz smukłe, gładkościenne, septowane strzępki, zwężające się od 2,5–3 µm do 1,5–2 µm szerokości, luźno lub ciasno zwinięte (do 30 zwojów) i wytwarzające makrokonidia podobne do tych na grzybni wegetatywnej. Rozgałęzienia i przyczepki prawie zawsze wyrastają na wierzchołkach, rzadko na bokach pojedynczych komórek strzępek perydialnych. Worki prawie kuliste, cienkościenne, zanikające, p średnicy 5–7 µm, 8-zarodnikowe. Askospory gładkościenne, soczewkowate, 1,5–2 × 2,5–3 (–3,5) µm, żółte w masie.
Gatunek heterotaliczny. Kleistotecja powstają na koloniach zgodnych szczepów kopulacyjnych na glebie i keratynie lub na agarze kukurydzianym z 0,5% dekstrozą i sproszkowanymi włosami dziecięcymi.
Kolonie na agarze glukozowym Sabourauda osiągają średnicę do 85 mm po 2 tygodniach w temperaturze 25 °C, są płaskie, drobno i gęsto ziarniste, z pajęczynówkowym brzegiem, jasnożółte do żółtych; grzybnia silnie promieniująca; odwrotna różowożółta do cynamonowej, ze śladami ochrowo-bursztynowego pigmentu, który staje się bardziej wyraźny w starszych kulturach. Makrokonidia liczne na całej powierzchni kolonii, elipsoidalne do wrzecionowatych, 30–60 × 7,5–13,5 µm (–16 µm na agarze z ekstraktem słodowym) z maksymalnie 5 (rzadko 6) przegrodami i umiarkowanie grubymi (ok. 1 µm grubości), brodawkowatymi ścianami, często z wyrostkiem przypominającym bicz, o długości do 40 µm i szerokości do 1–1,5 µm. Powstają na komórce wierzchołkowej, na końcach krótkich, bocznych odgałęzień wyrastających ostro lub pod kątem prostym z pojedynczych strzępek lub na złożonych strzępkach z maksymalnie 6 odgałęzieniami. Mikrokonidia maczugowate, 1,5–3,5 × 3,5–8,5 µm, zwykle nieseptowate (czasem z jedną przegrodą), gładkie lub lekko chropowate, siedzące lub na krótkiej szypułce, wytwarzane bocznie na prostych strzępkach. W starych kulturach dość liczne są spiralne strzępki o szerokości 2–3,5 µm.

## Chorobotwórczość
Nannizzia incurvata normalnie jest grzybem glebowym. W pewnych warunkach jednak może stać się patogenem wywołującym u ludzi grzybice skóry. Wywołane nią choroby opisano w Sri Lance, Kambodży i Wietnamie.